# Konceptualni album
Konceptualni album (od engleskog concept zamisao) je tematski glazbeni album
izveden kao cjelina. Materijal na albumu može biti odrađen neprekinuto, nalik simfoniji sa 
stavcima koji se nastavljaju jedan na drugi, kao zbroj nekoliko većih tema ili pak kao niz više
skladbi objedinjenih zajedničkom „pričom“. Konceptualni albumi su bili izrazito popularan 
format progresivnog i sympho rocka u sedamdesetima: Thick as a Brick Jethro Tulla, 
Six Wives Of Henry VIII Ricka Wakemana, The Wall Pink Floyda, Tubular Bells Mikea Oldfielda, Days of Future Passed Moody Bluesa, te više albuma rock sastava The Who i drugi.
Posebno mjesto pripada Beatlesima i njihovom albumu Sgt. Pepper's Lonely Hearts Club Band, koji do danas nosi atribut najznačanjije i najutjecajnije ploče u povijesti rocka. Lucidna produkcija Georgea Martina, kao i sam autorski materijal, rezultirali su revolucionarnim konceptualnim projektom. Povezane zajedničkim tematskim okvirom albuma, skladbe su prožete nadahnutom mješavinom bizarnih elektroničkih efekata, tradicijom vodvilja i kabarea, psihodelijom, klasičnom glazbom, suolom, etnoom, itd. S ovim albumom rock je postao umjetnost, po izjavama mnogih kritičara, a LP format prihvaćen je kao novi medij za iskaz slojevitih konceptualnih djela.